# Salix taipaiensis
Salix taipaiensis är en videväxtart som beskrevs av C.Y. Yu. Salix taipaiensis ingår i släktet viden, och familjen videväxter. Inga underarter finns listade i Catalogue of Life.